# Лесная братва
«Лесна́я братва́» (англ. Over the Hedge, дословно «За изгородью») — американский мультипликационный фильм 2006 года, выпущенный компанией DreamWorks Animation, снятый режиссёрами Тимом Джонсоном и Кери Киркпатриком. Сюжет основан на одноимённой серии комиксов Майкла Фрая и Т. Льюиса. Главные роли озвучили Брюс Уиллис, Гарри Шендлинг, Томас Хейден Чёрч, Стив Карелл, Аврил Лавин и Уильям Шетнер.
Премьера мультфильма состоялась 22 апреля 2006 года в Канаде. 29 апреля анимационный фильм был показан на Международном кинофестивале в Индианаполисе.
Теглайн мультфильма: «Ребята, надо делиться!»

## Сюжет
В безлюдной зоне для пикников в штате Индиана в поисках еды енот Эр-Джей попадает в берлогу медведя Винсента, где находит огромное количество различных полуфабрикатов. Он пытается их украсть, однако по неосторожности будит Винсента, случайно сталкивает тележку с едой с обрыва, и она попадает под грузовик. Разъярённый медведь хочет съесть Эр-Джея, однако тот убеждает его, что может всё вернуть. Винсент даёт Эр-Джею неделю на то, чтобы вернуть уничтоженное, угрожая в противном случае съесть его. Эр-Джей бредёт по дороге в поисках съестного, натыкается на крупный коттеджный посёлок, построенный за зиму, и понимает, что может достать там всё необходимое.
В это время на уцелевшем посреди посёлка участке леса от зимней спячки просыпаются другие животные — черепаха Верн, белка Хэмми, скунс Стелла, опоссумы Оззи и Хизер, дикобразы Лу и Пенни и их дети — Спайк, Бакки и Куилло. Они приходят в ужас, поняв, что находятся на последнем клочке леса, но появившийся Эр-Джей объясняет им, что всё не так уж и плохо: у людей, по соседству с которыми они теперь живут, полно еды, которую можно легко собрать за неделю. Первая экскурсия в мир людей заканчивается неприятным инцидентом с хозяйкой коттеджа Глэдис — молодой девушкой и председателем комитета домовладельцев, но Эр-Джей всё же убеждает всю лесную братву попробовать попытать счастья и раздобыть еду. Ему это удаётся: за 6 дней он с друзьями собирает всё необходимое, скрыв от них, что всё собранное потом придётся отдать Винсенту. Глэдис, обеспокоенная нашествием зверей, вызывает борца с вредителями Дуэйна и просит его установить в её дворе ловушки, в том числе «Шкуродёр Турбо», запрещённый во всех штатах, кроме Техаса.
Верн — единственный, кто подозревает неладное, и на шестой день он решает вернуть всю еду обратно. Эр-Джей пытается его остановить, но по воле случая вся еда уничтожается. Тут Верн осознаёт, что натворил, и решается помочь в сборе еды. Благодаря разработанному Эр-Джеем плану братва за одну ночь восстанавливает все свои запасы, но при попытке достать коробку чипсов, что являлись важной составляющей списка, Эр-Джей вынужден всем рассказать, для кого на самом деле они собирали еду. В итоге всех, кроме Эр-Джея, ловят на месте грабежа. Сам Эр-Джей вместе с награбленным отправился к Винсенту.
Вернувшись к Винсенту, Эр-Джей случайно замечает с утёса, что зверобой везёт его друзей на грузовике в неизвестном направлении, и вместе с нагруженной тележкой спрыгивает к ним на помощь. Разъярённый Винсент бросается за ним, чтобы убить.
Вернувшись в лес, лесная братва вынуждена спасаться от Винсента, Дуэйна и Глэдис внутри изгороди. Хэмми, которого напоили энергетическим напитком, при помощи своей суперскорости включил ловушки и спас своих друзей. Все три злодея попадают под действие «Шкуродёра Турбо». Винсента забирает служба контроля животных, а за Дуэйном и Глэдис приезжает полиция. Глэдис, не желая быть арестованной, начинает отбиваться от полицейских, а Дуэйну удаётся сбежать.
В итоге лесная братва принимает кота Тигра, который сбежал от Глэдис, и Эр-Джея в свою семью, а Хэмми нашёл орехи и смог заполнить ими всё бревно, предназначенное для припасов.
В кадре после титров Эр-Джей и братва безуспешно пытаются достать чипсы из автомата.

## В ролях
| Персонаж                 | Озвучка           |
| ------------------------ | ----------------- |
| Эр-Джей, енот            | Брюс Уиллис       |
| Хэмми, белка             | Стив Карелл       |
| Верн, черепаха           | Гарри Шендлинг    |
| Стелла, скунс            | Ванда Сайкс       |
| Оззи, опоссум            | Уильям Шетнер     |
| Хизер, опоссум           | Аврил Лавин       |
| Пенни, дикобраз          | Кэтрин О’Хара     |
| Лу, дикобраз             | Юджин Леви        |
| Винсент, медведь         | Ник Нолти         |
| Дуэйн ЛаФонтант          | Томас Хейден Чёрч |
| Глэдис Шарп              | Эллисон Дженни    |
| Тигр, кот                | Омид Джалили      |
| второстепенные персонажи | Кирк Бэйли        |

## Прокат
В США фильм вышел в прокат 19 мая 2006 года, на Украине и в России — 1 июня 2006 года, в Австралии, Словакии и Чехии — 15 июня 2006 года, в Гонконге, Израиле и Непале — 29 июня 2006 года.

## Влияние
Под влиянием одного из эпизодов, где герои сталкиваются с чем-то неизвестным и решают дать ему имя «Стив», недавно открытое атмосферное явление было названо его первооткрывателем, астрономом-любителем, «Стив».
По мотивам мультипликационного фильма была разработана одноимённая компьютерная игра «Лесная братва».